# Escut de la Casa Abadia de Vilafamés
L'Escut heràldic de la Casa Abadia de Vilafamés, a la comarca de la Plana Alta, és un escut catalogat com Bé d'Interès Cultural segons consta en l'ANNEX II Béns d'interès cultural compresos en el conjunt històric, del Decret 80/2005, de 22 d'abril, pel qual es declara Bé d'Interès Cultural el Conjunt Històric de Vilafamés; amb codi 12.05.128-0001 de la Generalitat valenciana, i anotació ministerial RI-51-0011562, i data d'anotació febrer de 2006.
La casa Abadia va ser adquirida per la Diputació Provincial de Castelló per poder utilitzar-la en l'ampliació del Museu d'Art Contemporani de Vilafamés. Això va motivar que l'Ajuntament, propietari de l'edifici, donés un habitatge al sacerdot del poble.